# Исламский центр Джакарты

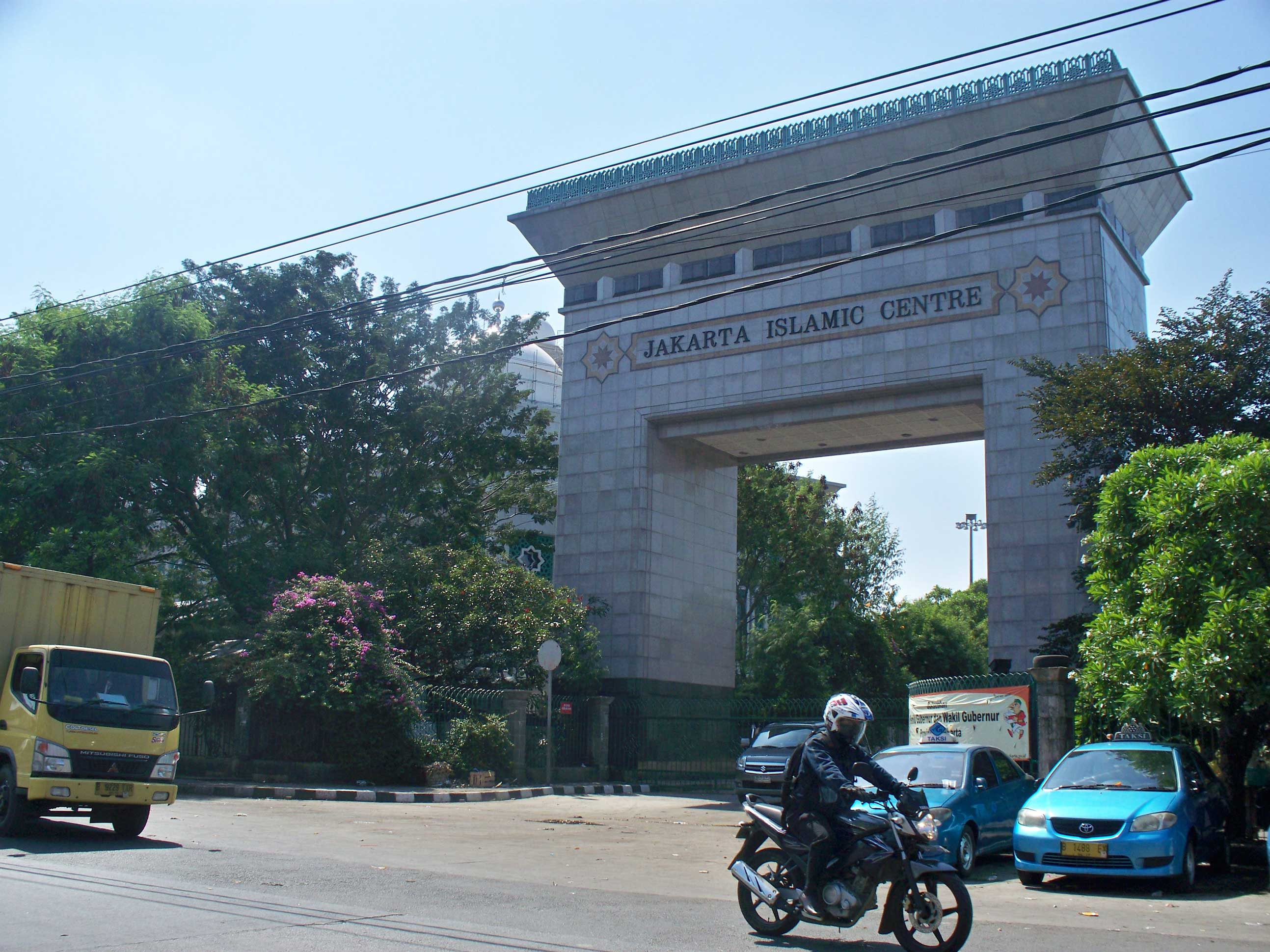
Главные ворота Исламского центра Джакарты

Джакартский исламский центр (JIC) — религиозный, просветительский и исследовательский центр в индонезийской столице Джакарте. Основными направлениями деятельности JIC являются прозелитизм ислама, развитие религиозного образования и богословских исследований, реализация гуманитарных и благотворительных проектов. Ключевым элементом центра является крупная мечеть.

## История
Центр находится в районе Коджа, расположенном на северо-востоке Джакарты. С 1972 года на его месте находился квартал красных фонарей, существование которого вызывало серьезные нарекания со стороны местных жителей. В 1998 году губернатор Джакарты Сутиёсо решил ликвидировать злачные заведения, что и было сделано к концу следующего года.
В 2001 году столичный губернатор провел серию совещаний с участием представителей всех слоев общества для обсуждения новой застройки местности. По итогам этих дискуссий у Сутиёсо возникла идея постройки здесь исламского центра, которой он позднее поделился с авторитетным исламским богословом, ректором джакартского Исламского университета имени Шарифа Хидаятуллаха Азъюмарди Азрой. Последний полностью поддержал инициативу градоначальника и подготовил концепцию такого учреждения, в соответствии с которой оно должно было представлять собой нечто большее, нежели просто мечеть, и в перспективе стать одним из главных духовных и интеллектуальных центров ислама не только в Индонезии, но и во всей Юго-Восточной Азии.
Центр был открыт в 2003 году, его деятельность регулируется постановлениями губернатора Джакарты (99/2003 и 651/2004).

## Состав комплекса
Комплекс занимает территорию площадью 7 га. В его составе — мечеть площадью 6000 м2 и учебно-исследовательский корпус.
Кроме того, здесь имеется бизнес-центр площадью 5 653 квадратных метра, конференц-зал площадью 4 582 квадратных метра и гостевой дом площадью 11 217 квадратных метров.

## Пожар
19 октября 2022 года купол мечети JIC, находившийся в тот момент под ремонтом, загорелся и рухнул. В полиции подтвердили, что в результате инцидента никто не пострадал.